# Grenlandski ledeni pokrov
Grenlandski ledeni pokrov ili Grenlandski ledeni štit  (danski: Grønlands indlandsis, grenlandski: Sermersuaq) je ledeni pokrov na sjevernoj Zemljinoj polutci. Najveća je ledenjačka masa na njoj. Druga je po veličini na svijetu, poslije Antarktičkog ledenog pokrova. Grenlandski se prostire na visokim zemljopisnim širinama. U njemu je oko 10 % svjetskih zaliha slatke vode. U literaturi ga se naziva inland ice (led u unutrašnjosti) i prema danskoj riječi inlandsis.
Površine je 1,710.000 km2 i zbog toga ga ne nazivamo ledenom kapom, nego pokrovom. Pokriva oko 80% površine Grenlanda. U dužinu se proteže do 2 400 km, a najveće je širine 1 100 km. Debljina pokrova je od dvije do tri tisuće metara na najdebljem mjestu. 
Otapanje Grenlandskog pokrova je pobuđeno je globalnim zatopljenjem, a u moguće je u nekakvoj svezi s termohalinskom cirkulacijom, sjevernoatlantskom meridijanskom obrtajućom strujom, na koju utječe Hladna kaplja.